# 修辭學 (亞里斯多德)

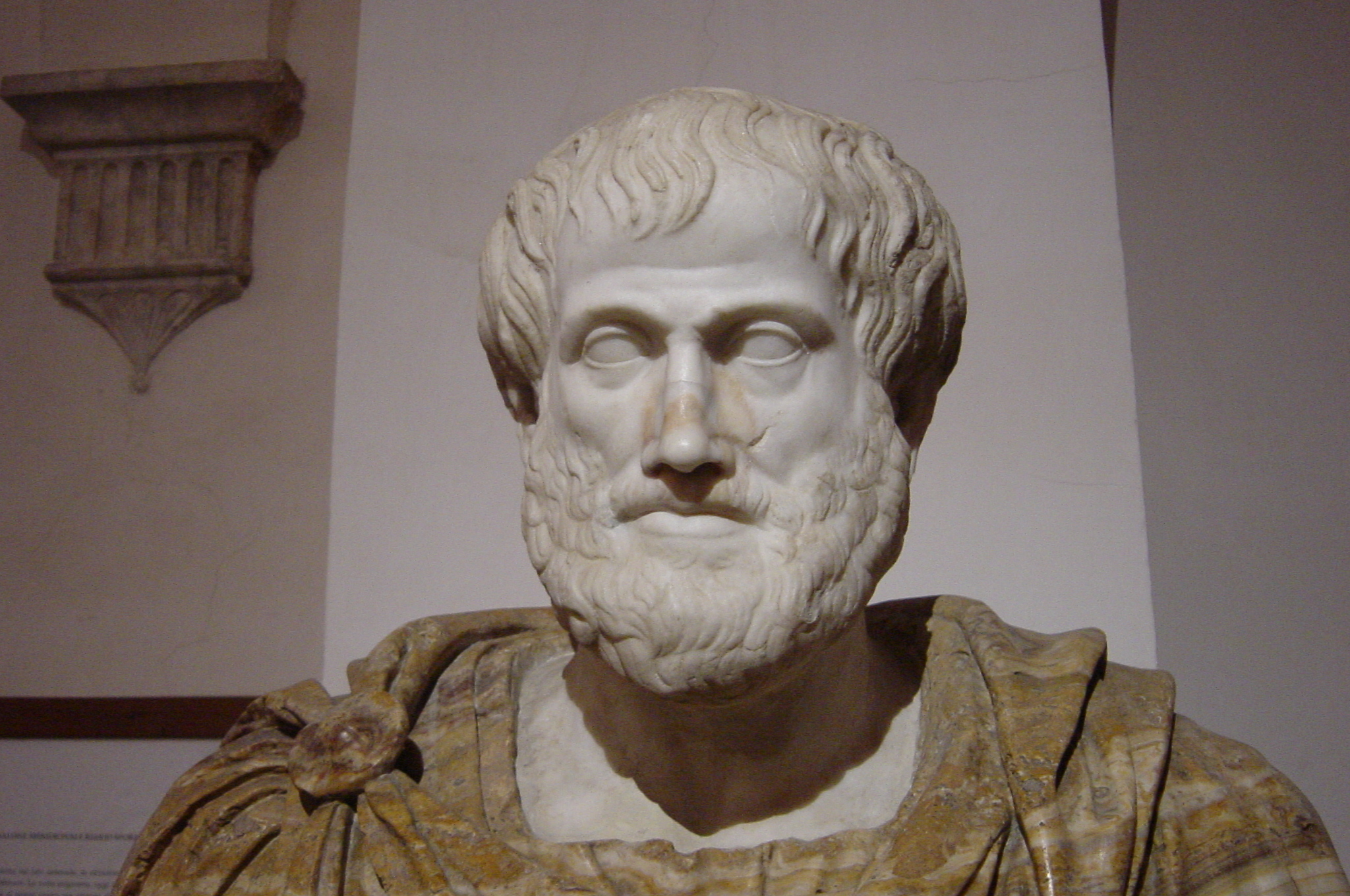
亞里士多德

亞里士多德之《修辭學》（古希臘文：Ῥητορική）是古希臘文學作品，闡釋如何說服人。由亞里士多德於公元前4世紀完成。

## 背景
亞里士多德一般都被認為是在發展修辭系統的基礎知識，「此後作為試金石」，影響從古代到現代的修辭理論的發展。《修辭學》是修辭學家最視為「最重要的一個說服人教學作品。」格羅斯和沃爾澤同意，表明正如阿爾弗雷德·懷特黑德認為所有西方哲學都是柏拉圖的一個腳註，「所有後來的修辭理論只是一系列回應，亞里士多德《修辭學》提出的問題」 。這很大程度上反映了紀律分歧，可以追溯到彼得拉穆斯在16世紀後期對亞里士多德的言論進行了攻擊並持續到現在。
亞里士多德並不打算出版《修辭學》，而是為了回應他的講座和學生。《修辭學》顯示了亞里士多德的思想的發展，通過兩個不同的時期，而他在雅典時，曾批評柏拉圖的《高爾吉亞篇》是危險、不道德、不值得認真研究。柏拉圖的修辭最終對話中，費德魯斯，提供了一種更為溫和的修辭觀，承認其在一位真正的哲學家（“靈魂的助產士”）手中的價值，即“通過話語贏得靈魂”。這個對話提供了亞里士多德，首先是柏拉圖學院的一名學生，然後是一名教師，這是一種更為積極的起點，可以將修辭作為一種值得進行系統科學研究的藝術。
《修辭學》是在兩個時期亞里士多德開發時，他在雅典，第一，從公元前367-347（當他被借調到柏拉圖在學院）; 第二，從公元前335-322（當他經營自己的學校，Lyceum）。
研究修辭在古典希臘受到質疑：一方面是詭辯家，另一方面是蘇格拉底，柏拉圖和亞里士多德。這三個人把修辭和詩歌視為工具，經常用來通過訴諸情感和省略事實來操縱別人。他們特別指責這種操縱的詭辯者，包括Gorgias和Isocrates。特別是柏拉圖為蘇格拉底的逮捕和死亡歸咎於詭辯的言辭。與詭辯家的情感修辭和詩歌形成鮮明對比的是一種基於哲學和對啟蒙的追求的修辭。
亞里士多德方法最重要的貢獻之一是他將修辭確定為哲學的三個關鍵要素之一 - 以及邏輯和辯證法。實際上，修辭學的第一行是“修辭學是辯證法的對立（反對）”。亞里士多德認為，邏輯關注的是推理達到科學確定性，而辯證法和修辭則關注概率，因此，哲學是最適合人類事務的分支。辯證法是哲學辯論的工具; 它是熟練的觀眾測試可能的知識以便學習的一種手段。相反，修辭是實踐辯論的工具; 它是用一種可能的知識來說服普通受眾來解決實際問題的一種手段。辯證法和修辭法建立了一種基於知識而非操縱和遺漏的說服系統的伙伴關係。

## 概說
《修辞学》开头一句是：「修辞术是论辩术的对应物。”这句话表示修辞术是一种艺术，它和论辩术相似而不完全相同。修辞术和论辩术的题材都是有两种可能的或然的事理、一般人的“意见”。这两种艺术的论证方法都采用三段论法；修辞术中的三段论法叫作“恩梯墨玛”（得出或然式证明的修辞式推论）。修辞术和论辩术的差别在于修辞术采用连续的讲述方式，论辩术采用问答方式；修辞术面向由各种各样的人组成的听众，论辩术面向少数有知识的听者。亚理斯多德提出三種說服人的策略，第一種是道德訴求，主要是強調訊息來源的可信度，第二種是理性訴求，主要強調傳播內容必須講道理，第三種是感性訴求，強調用感情去說服;而理性訴求和感性訴求是現今說服傳播的核心概念。亚理斯多德总结说，修辞术就象是论辩术的分枝，也象是伦理学的分枝，伦理学应当称为政治学，因此修辞学也就像是政治学。以上这些是对柏拉图否定修辞术的艺术回答。

## 第一卷
《修辭學》由三卷組成。本卷提供了概述，介紹了修辭的目的和工作定義，還詳細討論了主要背景和修辭類型。第二卷詳細討論了演說者必須依賴的三種說服方式：基於可信度（精神），觀眾的情感和心理（悲情）以及推理模式（標誌）。第三卷介紹了風格（詞語選擇，隱喻和句子結構）和安排（組織）的要素，但一般情況下，讀者可以參考亞里士多德《修辭學》以獲取該領域的更多信息。
亞里士多德修辭學第一卷中的許多章節都涵蓋了雅典文化中各種典型的商議論點。

### 第一章
亞里士多德首先將修辭定義為辯證法的對應物。他解釋了兩者之間的相似之處，但沒有評論這些差異。

### 第二章
亞里士多德著名的修辭定義被視為在任何特定情況下能夠看到可用的說服手段的能力。他介紹了部目和三段論作為說服手段。

### 第三章
介紹三種修辭類型：審議，法醫和流行言論。在這裡，他還談到了這些類型的演說者希望通過他們的說服達到的“目的” - 這些將在後面的章節中進一步詳細討論。亞里士多德介紹了這三種類型，他說“這種修辭的數量是三種，對應於三種聽眾”。

### 第四章
亞里士多德討論了審議修辭的政治主題類型。最常見的五種是收稅，戰爭與和平，國防，進出口以及法律框架。

### 第五章
亞里士多德討論了審議修辭的不同倫理主題。亞里士多德用“幸福”來確定人類行為的目標，並描述了導致它的許多因素。

### 第六章
延續第五章。

### 第七章
討論與更大的利益或更大的利益相關的協商修辭的“目的”。

### 第八章
亞里士多德定義並討論了在審議修辭中有用的四種形式的禮貌：民主，寡頭政治，貴族和君主制。

### 第九章
本章討論了包含在流行語修辭中的光榮的美德和概念。亞里士多德描述了什麼使得某些主題適合或值得讚揚或指責。他還指出，必須強調讚美主題的某些特徵。

### 第十章
亞里士多德討論了應該從司法修辭的指控和辯護中得出什麼三段論。他還介紹了不法行為，這對司法言論很有用。

### 第十一章
本章討論了許多不同類型的愉悅對司法修辭有用。亞里士多德稱這些是人們做錯事的原因。

### 第十二章
本章也是關於司法修辭的內容，討論了人們對前一章討論過的人的心靈傾向和人們的錯誤。亞里士多德強調錯誤行為的意願或意圖的重要性。

### 第十三章
亞里士多德將所有在司法修辭中公正和不公正的行為分類。他還區分了什麼樣的行為是公平的，不公平的。

### 第十四章
亞里士多德指出與司法言論意義上的“不法行為”問題相關的重要性。

### 第十五章
亞里士多德總結了發言人在如何支持或弱化案件的證據。

## 第二卷
第二卷為所有類型的演講提供建議。亞里士多德的修辭學一般都集中在精神和悲傷上，正如亞里士多德所指出的那樣 - 都會影響判斷力。具體而言，亞里士多德提到了精神和悲傷對觀眾的影響，因為演講者需要在觀眾面前展示這些說服模式。

### 第1章
在第1章中，亞里士多德指出，情緒會導致男人改變他們的觀點和判斷。因此，情緒具有特定的原因和影響。因此，演講者可以利用這種理解來激發觀眾的特殊情感。然而，亞里士多德指出，伴隨著悲情，說話者也必須表現出性格。

### 第2章至第11章
第2章至第11章探討了那些對修辭有用的情感揚聲器。亞里士多德提供瞭如何在觀眾中喚起這些情感的說明，以便演講者能夠成功地產生所需的動作）。亞里士多德安排對對方情緒的討論，如憤怒和冷靜，友善和敵意。對於每一種情感，亞里士多德都會討論這個人的心態，一個人指導情緒，以及出於什麼原因。理解所有組件以刺激另一個人內的某種情緒是恰當的。例如，對於亞里士多德來說，憤怒是由於貶低的感覺。那些生氣的人由於挫敗慾望而陷入困境。憤怒的人將他們的情感指向那些侮辱後者或後者重視的人。這些侮辱是憤怒背後的原因。通過這種方式，亞里士多德繼續定義每種情緒，評估那些體驗情緒的人的心態，確定人們指導情緒的人，並揭示他們在情緒背後的推理。亞里士多德分析的意義源於他認為情感具有邏輯基礎和物質來源的觀點。

### 第12至17章
“修辭學：公民話語理論”中的喬治·A·肯尼迪評論說，精神主要指的是行為和思想的“道德品質”。在第148頁，肯尼迪揭示了第12-17章的目的，向演講者展示“如果他要成功地解決這些問題，他的精神必須如何參與並適應不同類型審計師的精神”。正如在解釋各種情緒的章節中所看到的，在第12-17章中，亞里士多德專注於成功說服觀眾的必要手段。然而，在這些章節中，亞里士多德分析了不同群體的性格，以便演講者可以調整他描繪的精神，以影響觀眾。首先，他將年輕人描述為慾望的生物，容易改變並迅速滿足。年輕人討厭被貶低，因為他們渴望獲得優越感。根據亞里士多德的說法，這位老人不信任，憤世嫉俗，心胸狹窄，因為他們不像年輕人，他們的過去很長，他們的未來也很短。舊的不是基於慾望而是為了獲利而行事。年富力強的人代表亞里士多德的意思，具有老少皆宜的優點，沒有多餘或不足。良好的出生，財富或權力之一具有幸運的傻瓜的特徵，如果這些好運不習慣於一個人的優勢，那就是傲慢和傲慢的品格。

### 第18-26章
雖然第二冊主要關注的是精神和悲,,但亞里士多德將範式和韻律作為兩種常見的說服方式進行了討論。存在兩種範式：比較，引用之前發生過的，以及寓言，發明一個例子。格言，或約動作簡潔，巧妙的語句。在選擇格言時，應該評估觀眾的觀點並採用擬合格言）。 放大而貶低雖然不是韻律的元素，但可以通過將其暴露為公正或不公正，善惡等來反駁對手的韻味或揭露虛假。亞里士多德還提到謬誤的韻律和裂解（反駁）對手的韻味）。在所有這些技巧中，亞里士多德將流行智慧和觀眾視為中心指南。因此，演講者對觀眾的影響是第二冊中的一個關鍵主題。
第二卷以向第三卷過渡結束。過渡結束了對悲情，精神，範式，內容和格言的討論，以便第三冊可以關注交付，風格和安排。

## 第三卷
亞里士多德修辭學的第三卷經常被前兩本書所掩蓋。雖然第一卷和第二卷更具系統並且涉及性格，標識和悲劇，但第三卷通常被認為是修辭學中希臘風格設備的集合體。

### 第1章
總結亞里士多德的第一卷和第二卷。亞里士多德認為應該使用有技巧地聲音。

### 第2章
隱喻。

### 第3章
不好的語句，包括當一個人使用複雜的雙字，古老和罕見的單詞，添加描述性的單詞或短語，以及不恰當的比喻時。

### 第4章
討論另一個比喻性的詞性，比喻。由於其詩意和與隱喻的相似性。

### 第5章
解釋如何通過使用連接詞，按照其特定名稱調用事物，避免含義模糊的術語，觀察名詞的性別，以及正確使用單數和復數詞來說話。

### 第6章
通過使用擴展和簡潔性提供關於如何放大語言的實用建議。不使用術語圈，但給出其定義，將舉例說明onkos，並使用單詞作為定義將舉例說明合成。

### 第7章
亞里士多德擴展了使用適當的風格來解決這個問題。“如果表達情感和性格並且與主題成正比，則Lexis將是合適的”。亞里士多德強調情感，信譽，屬（如年齡）和道德國家是重要的考慮因素。

### 第8章
節奏應該被整合到散文中以使其“有節奏”，但不能達到詩歌的範圍。

### 第9章
看一下週期性的風格，以及它應該如何被視為一個有節奏的單位，並用來完成一個有助於理解意義的思想。

### 第10章
亞里士多德進一步強調了這個比喻，並闡述了它如何帶來學習和實現可視化。

### 第11章
解釋為什麼風格設備可以陌生化語言。亞里士多德警告說，誇張地說話是不恰當的。

### 第12章
口頭和書面語言的三種類型是審議的，司法的和流行的，所有這些都是由logographoi（演講撰稿人）編寫的，他們都熟練掌握不同類型的演講。這將轉變為出租車章節的下一部分。

### 第13章
涵蓋演講的必要部分，陳述命題，證據，以及介紹和結語）。

### 第14章
討論了引言，說明瞭如何在流行和司法演講中使用引言，主要目標都是發出講話結束的信號。

### 第15章
根據亞里士多德處理偏見的攻擊，亞里士多德後來成為Stasis（論證理論）的一部分，這是“在審判中確定問題”。

### 第16章
演示如何通過使用徽標來完成論證。敘事在流行，司法和審議敘事中有所不同。

### 第17章
查看演說中的活動或證據，以及每種演講類型的變化。

### 第18章
為審訊，指的是在亞里士多德時代的審判中要求和要求回應。它被視為“當對手說過一件事時最恰當的時候，如果問的是正確的問題，那就是荒謬的結果”（Bk.319：1）。

### 第19章
亞里士多德在第三冊的最後一章討論了結語，這是演講的結論，必須包括四個方面：“將聽眾有利地放在說話者身上，不利於對手，放大和縮小，使聽者感受到情緒反應，並提醒人們演講的要點“。
學者們再次轉向第三卷，發展有關希臘風格及其當代意義的理論。

## 評論
AmélieOksenbergRorty在她的研究中討論了審議修辭的結構和特徵。她引用亞里士多德的觀點來說服觀眾了解審議修辭的影響性特徵。“亞里士多德標誌著審議修辭的核心：謹慎和正義的考慮，決定的預期政治和心理後果，以及鼓勵 - 或根深蒂固 - 盟友中類似的反叛態度的可能性。”   審議修辭的突出特點是實用性。羅蒂認為，“希望保持其值得信賴的聲譽的審慎修辭學家必須注意事實上實際上可能發生的事情。”此外，亞里士多德如此重視審議修辭，因為“它最清楚地揭示了真理的最重要性，因為它在修辭本身的工藝中發揮作用。” 行動之路是通過商議修辭來確定的，因為遵循實際手段的個人可能會預見到可能發生的事件並採取相應的行動。
在解釋亞里士多德關於使用修辭的工作時，伯納德·亞克討論了對公共話語和公共推理的巨大需求。他說：“我們在政治團體中共同思考，通過製造和傾聽彼此的努力來說服我們，未來的某些行動將最好地服務於公民彼此分享的目的......正是這個共同的目標區分了審議的修辭，因此公開從亞里士多德審查的其他形式的修辭和政治判斷來推理。“ 在審議影響共同利益的問題時，共同目標至關重要。如果沒有這種審議性言論，爭論就會不公平地支持權力利益，而忽視了普通民眾的權利。

## 外部連結
- 亞里斯多德的作品  - 古騰堡計劃
- 一些亞里斯多德的著作（希臘原文） （页面存档备份，存于）
- 史丹佛哲學百科：
  - 修辭學 （页面存档备份，存于）—by Cristof Rapp.